# P.G. Wodehouse
Sir Pelham Grenville Wodehouse, född 15 oktober 1881 i Guildford, Surrey, död 14 februari 1975 på Southampton Hospital, Long Island, New York, var en brittisk humorist och författare. 
För den stora allmänheten är Wodehouse förmodligen främst känd för sina romaner och noveller om brittisk överklass i det tidiga 1900-talet. 
Han skapade två boksviter i humorgenren som vunnit världsspridning. Dels den om slottet Blandings, med den virrige slottsherren lord Emsworth, dels historierna om Bertie Wooster och betjänten Jeeves. Men Wodehouse hade också en betydande karriär som librettist och dramatiker och han samarbetade med flera stora musikalkompositörer, som Jerome Kern, Cole Porter och George Gershwin. Under några år i början av 1930-talet arbetade han i Hollywood som manusdoktor för MGM.

## Biografi

### Uppväxt och tidig karriär

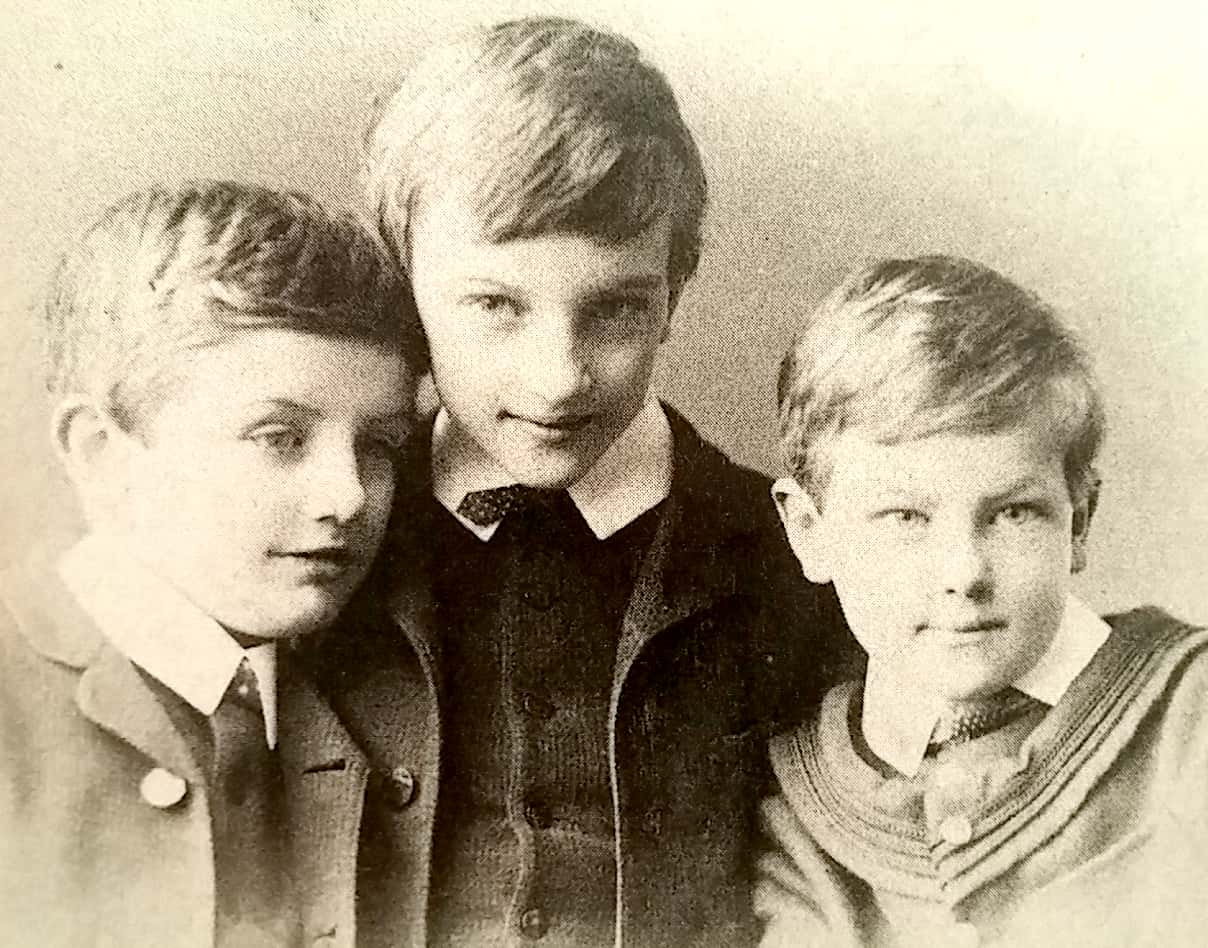
Pelham, längst till höger, med sina äldre bröder Peveril och Armine 1887. Den fjärde brodern, Richard Lancelot föddes 1892.

Pelham Grenville Wodehouse föddes 1881 i Guildford, där hans mor Eleanor tillfälligtvis vistades just för den väntade nedkomsten, istället för vid sin makes sida i Hongkong. Fadern, Ernest Wodehouse, var magistratsdomare i den brittiska kolonin. När Pelham (alltid kallad Plum av familj och vänner) var två år gammal skickades han tillsammans med två äldre bröder tillbaka till England, där de sattes under omvårdnad av en barnsköterska och senare skickades till diverse internatskolor. Skolloven tillbringade de hos fastrar och mostrar. Först 1896, vid faderns pensionering, återförenades paret Wodehouse med sönerna hemma i England. Wodehouse studerade vid Dulwich College åren 1894–1900 och efter examen tog han anställning som banktjänsteman på Hong Kong and Shanghai Bank i London, eftersom familjens ekonomi inte tillät att han följde sin äldre bror Armine till Oxford. Wodehouse undslapp militärtjänstgöring på grund av dålig syn.
Efter två år på banken fick Wodehouse chansen att vikariera för William Beach Thomas som krönikör på The Globe and Traveller där han snart fick fast anställning som journalist. Kort efter att han sagt upp sig från banken fick Wodehouse sin första bok publicerad, The Pothunters, som först gått som följetong i Public School Magazine. The Globes generösa anställningsvillkor med fem veckors semester gjorde det möjligt för Wodehouse att förverkliga en länge åstundad USA-resa 1904; överfarten tog nio dagar vilket gav honom ett par veckor i landet. Vid sitt andra besök 1909, i samband med att Love Among the Chickens sålts till en amerikansk förläggare, valde han att säga upp sig från the Globe. Vid den här tidpunkten fanns hans historier att läsa i ett tjugotal publikationer i USA, och ett fyrtiotal i Storbritannien. Wodehouse upplevde att han vann ökad status hos brittiska förläggare nu när han var en författare som kunde skildra förhållanden i USA. På motsvarande sätt törstade läsare i Amerika efter skildringar av brittisk överklass. Vid Wodehouses femte resa till USA 1914 sammanföll landstigningen i New York med krigsutbrottet i Europa, vilket förde med sig att vistelsen blev oplanerat lång. Redan dagen efter ankomsten träffade han sin blivande hustru, och efter en kort men intensiv uppvaktning gifte de sig den 30 september 1914. Ethel Wayman var en brittisk kvinna, två gånger änka, vars dotter från det första äktenskapet Wodehouse senare adopterade. Wodehouse fick anställning som teaterkritiker på Vanity Fair. Tidskriften tog inte in skönlitterära texter, men Wodehouse bidrog med kåserier och nöjsamma essäer, både under eget namn och diverse pseudonymer.

### Musikalkomedier

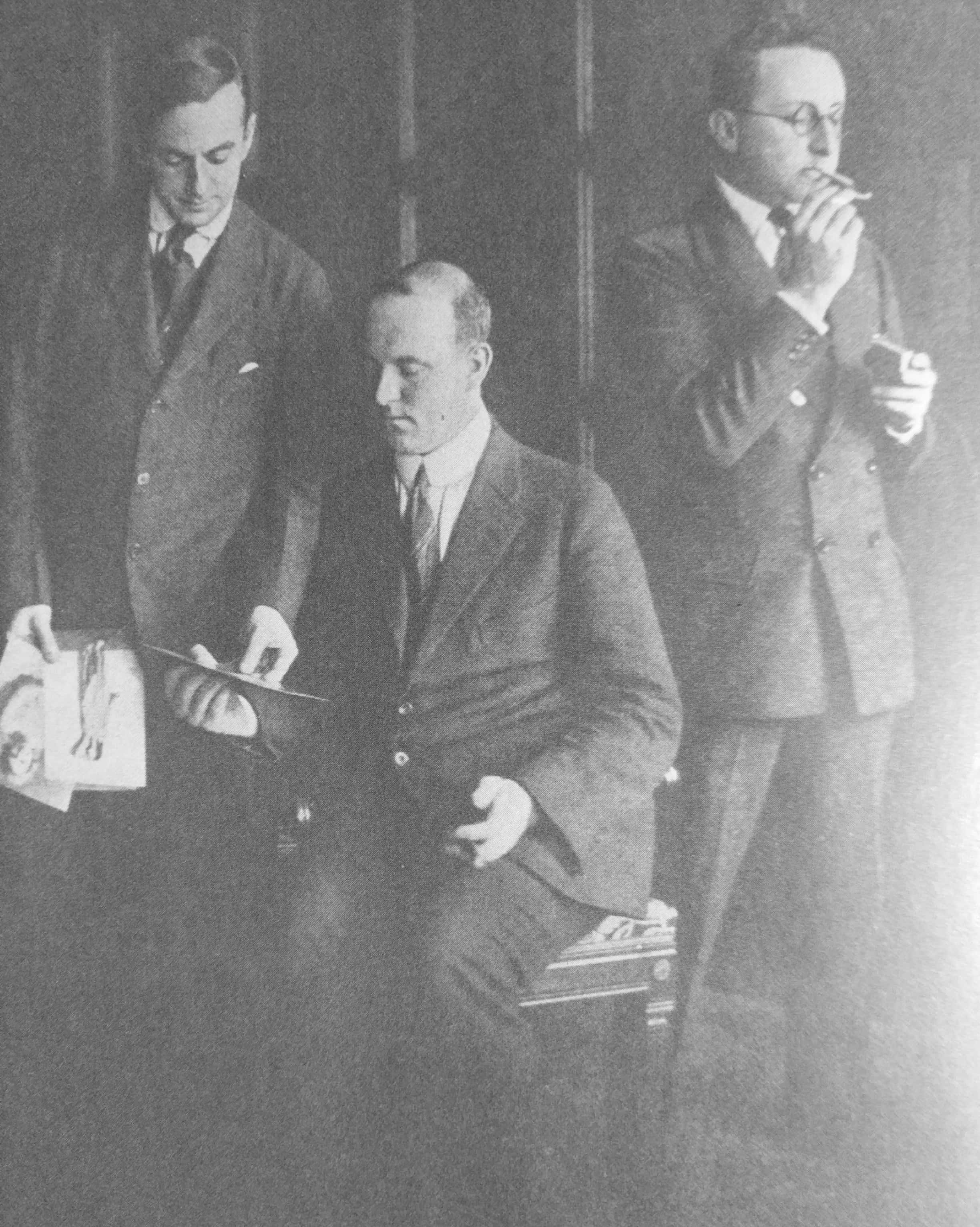
Guy Bolton, Wodehouse och Jerome Kern på Princess Theatre 1916.

Teaterscenen var fundamentet för Wodehouses karriär. Han medskapade ett trettiotal musikaler och ett stort antal talpjäser. Genom åren skrev Wodehouse fler än 200 sångtexter, den första till musikalfarsen Sergeant Brue som spelades i Londons West End 1904. Det ledde till att han fick ett fast engagemang som författare av dagsaktuella texter vid Seymour Hicks Aldwych Theatre, vars musikal The Beauty of Bath försågs med tre nummer av Wodehouse och den unge amerikanske kompositören Jerome Kern, som vistades långa stunder i London vid seklets början. De båda återsågs i Amerika, och Wodehouse medverkade i tillkomsten av flera av Kerns så kallade "Princess musicals" (efter Princess Theatre), med sånger som exempelvis "Till the Clouds Roll By" ur Oh, Boy!. Tillsammans med Guy Bolton och Jerome Kern förnyade han den amerikanska musikalscenen, som under 1900-talets första decennier till stor del bestod av musiksatta burleskvarianter av populära talpjäser eller wieneroperetter. Alla tre bidrog till Emmerich Kálmáns Miss Springtime 1916, men trions första helt egna musikal blev Have a Heart som uppfördes på Liberty Theatre i New York i januari 1917. Bolton och Wodehouse stod gemensamt bakom librettot och Wodehouse skrev sångtexterna. Kern, Bolton och Wodehouse hade året 1917 fem musikaler samtidigt på Broadway, en bedrift som är oöverträffad.
En av Wodehouses mer välkända sångtexter är den till "Bill" ur Kerns Teaterbåten. Sången skrevs ursprungligen till Oh, Lady! Lady!! 1917, men lyftes ut av olika anledningar. Den planerades att istället ingå i Sally 1920, men inte heller där fick den vara kvar. När den till slut inkluderades i Teaterbåten 1927 hade texten reviderats lätt av Oscar Hammerstein. Urpremiärens programblad krediterar Wodehouses insats, men sångtexten har alltsedan dess vanligen betraktats som Hammersteins trots att denne vinnlade sig om att påtala missuppfattningen.

### Hollywood
P.G. Wodehouse arbetade som manusförfattare i Hollywood i två omgångar på 1930-talet. Första gången 1930–1931 och därefter 1936–1937. Wodehouses inkomster var relativt opåverkade av Wall Street-kraschen 1929, men hans hustru hade gjort stora aktieförluster, och det var hon som förhandlade fram ett avtal med Metro-Goldwyn-Mayer om en veckolön på 2 000 dollar för Wodehouses tjänster. Det var aldrig tänkt att Wodehouse skulle skriva kompletta filmmanus från grunden. Vid den här tiden engagerade de stora filmbolagen välkända författare i viss mån i marknadsföringssyfte, men framförallt för att de skulle sättas att fila på enskilda scener, eller bidra med dialog – mera sällan återspeglat i filmernas eftertexter. Den enda film från den första Hollywoodsejouren som kan sägas präglas av typiska kännetecken för Wodehouses stil är Harry Beaumonts Those Three French Girls från 1930, där han krediterades för dialogen.
Till sin förvåning inbjöds Wodehouse på nytt till Hollywood och MGM 1936, trots att han under den tidigare vändan i en uppmärksammad tidningsintervju uttryckt stark kritik mot studiosystemet, samt använt erfarenheterna som bas för ett antal satiriska noveller som framställer Hollywoods filmmoguler på ett föga smickrande sätt. Under den halvårslånga kontraktstiden arbetade han huvudsakligen på filmen Rosalie, som baserades på George Gershwins musikal med samma namn, men som efter en segsliten och komplicerad tillkomstperiod så småningom resulterade i en filmmusikal med ny musik av Cole Porter. När MGM valde att inte förnya kontraktet efter sex månader fick Wodehouse chansen att på filmbolaget RKO:s förfrågan skriva manuset till filmen A Damsel in Distress (En flicka i knipa) baserat på hans egen roman. Filmen blev ingen framgång; den blev den första av Fred Astaires filmer att gå med förlust.

### Anklagelser om nazipropaganda
Ethel och P.G. Wodehouse bodde växelvis i England och USA, men de tillbringade även stora delar av sina liv i Frankrike. I andra världskrigets inledning blev de båda kvar för länge på egendomen i Le Touquet för att hinna undkomma tyskarnas avancemang, och 1940 internerades Wodehouse i ett fångläger i Tost (Toszek) i Övre Schlesien. Han frigavs i juni 1941, några månader före sin 60-årsdag, en ålder vid vilken internerade utländska medborgare normalt frisläpptes. Tyskarna hade utformat en strategi för hur man skulle kunna dra fördel av hans popularitet i propagandasyfte. Wodehouse övertalades att medverka i tysk radio i sändningar riktade till USA som då fortfarande var neutralt. De sammanlagt fem kåserier, som med humor berättade om tillvaron i ett fångläger, var från Wodehouses sida menade som moralhöjande och som ett tack till beundrare i USA som sänt honom brev och presenter under fångenskapen. Tyska utrikesministeriet å sin sida räknade med att vinna välvilja hos amerikanerna, som man hoppades skulle förbli neutrala. Ingenting i själva innehållet var anmärkningsvärt, men enbart det faktum att utsändningarna gjordes i samarbete med fienden innebar att Wodehouse misstänkliggjordes i de allierades ögon, och när kåserierna på propagandaministeriets initiativ återutsändes över Storbritannien en månad senare väckte det stort uppseende i brittisk press och i parlamentet. I Storbritannien kom sändningarna på många håll att betraktas som medlöperi, kanske till och med landsförräderi, och han jämfördes med den ökände Lord Haw-Haw. Paret Wodehouse bodde i Paris under krigets återstod. Där övervakades de, efter befrielsen i augusti 1944, av MI6. Under denna påtvingade Parisvistelse avled deras dotter Leonora hemma i England. Hon förblödde efter en rutinoperation när komplikationer tillstötte under ett bombanfall, och hon inte kunde få kontakt med sköterskor för att få hjälp. Efter kriget kände sig Wodehouse ovälkommen i sitt hemland; han flyttade då permanent till Remsenburg på Long Island i USA, där han bodde kvar till sin död. Han blev amerikansk medborgare 1955.

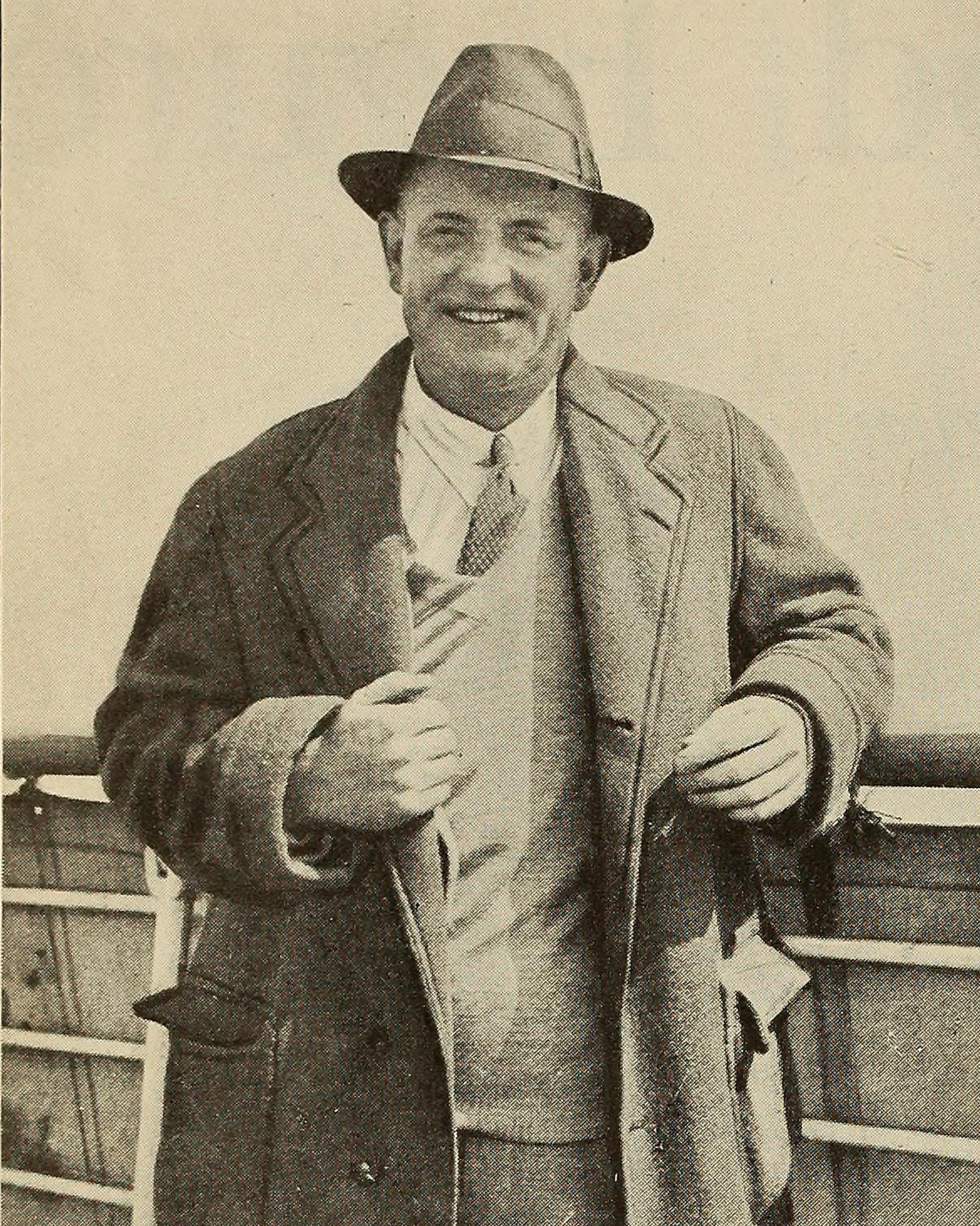
Wodehouse år 1930

### Ridderskap och övriga hedersbetygelser
Bara några veckor före sin död dubbades Wodehouse till kommendör av 1 klass av Brittiska Imperieorden och erhöll rätten att tituleras sir. Hade det inte varit för hans misstag under kriget skulle han förmodligen erhållit den utmärkelsen långt tidigare. I september 2019 avtäcktes en minnessten över Wodehouse i Westminster Abbey. Asteroiden 4608 Wodehouse är uppkallad efter honom.

## Författarskap
P.G. Wodehouse gav ut sin första bok 1902, pojkboken I knipa, en typ av berättelse han redan skrivit några för collegetidningen vid Dulwich. Hans första bok att räknas till humorgenren blev Kärlek i hönsgården från 1906 som introducerade S.F. Ukridge, modellerad efter Wodehouses vän Herbert Westbrook. Wodehouse blev under sin dryga 70 år långa författarkarriär publicerad i hela världen. Den tidigast kända översättningen av en Wodehouseroman är Hanny Flygares översättning till svenska av Piccadilly Jim från 1920, och redan 1912 publicerades novellen "Ruth i landsflykt" i Allers Familj-Journal.
Wodehouse är främst förknippad med sina sorglösa och humoristiska romaner och noveller om brittisk och i viss utsträckning amerikansk medel- och överklass under 1900-talets första decennier. Böckerna utmärks av en torr brittisk humor, med distans till historien med en typisk brittisk självironi – kanske tydligast i böckerna om Jeeves och Wooster, där aristokraterna ofta är naiva och bortkomna medan tjänstefolket är intelligenta och världsvana, men ändå inte ifrågasätter tingens ordning. Intrigerna är skenbart enkla men har ett komplext nät av underintriger.

### Språk
Wodehouses stil kännetecknas av en ypperlig språkbehandling, roande liknelser och välfunna beskrivningar av personer och situationer. Han citerar gärna de stora poeterna och refererar till mytologi, filosofi och Bibeln. Vanliga inslag i Wodehouses språk är okonventionella förkortningar och stilgrepp som förskjutna epitet:

"Han avtäckte de aromatiskt doftande äggen och den lika aromatiskt doftande sk-n, och jag spetsade en dyster munfull på gaffeln."

"He uncovered the fragrant eggs and b., and I pronged a moody forkful."
—Jeeves och Yttersta domen

personifikation:

"Och nu började huset tömma sig på invånare."
"And presently the house began to discharge its occupants."
—Mordreds eldiga frieri

och besläktade konstruktioner, som det genomgående greppet i historierna om mr Mulliner att låta gästerna i baren på värdshuset Metarens Hvila representeras av vad de har i glasen:

"Vid min entré den här kvällen fann jag honom i full färd med att medla mellan en ilsken lemonsquash och ett sammanbitet glas fatöl som hade kommit ihop sig i hörnet borta vid fönstret."
"To-night, as I entered the room, I found him in the act of intervening between a flushed Lemon Squash and a scowling Tankard of Ale who had fallen foul of one another in the corner by the window."
—Mannen som slutade röka

samt – inte minst – halsbrytande liknelser som gränsar till det absurda:

"Honoria är en av dessa robusta, kraftfulla flickor med muskler som en lätt tungviktare och ett skratt som en kavalleriskvadron i galopp över en bleckbro."
"Honoria, you see, is one of those robust, dynamic girls with the muscles of a welterweight and a laugh like a squadron of cavalry charging over a tin bridge."
—Den säregna historien om gamle Biffen

I 1998 års upplaga av Oxford English Dictionary refereras över 1 600 citat av Wodehouse, överträffat endast av Shakespeare.

### Persongalleri och miljöer
Ett vanligt tema i Wodehouses böcker är den medellöse, något excentriske unge mannen, som av egen kraft, med hjälp av sin egen uppfinningsrikedom, entusiasm och påhittighet löser ett brydsamt problem och kommer på grön kvist. Han får sina drömmars flicka och finner ekonomiska medel att försörja henne till slut. Denna karaktärstyp exemplifieras av Jerry West i Flickan i blått, Ronald Eustace Psmith i Psmith ordnar saken, Bill Hollister i Rävspel, Joss Weatherby i Ferm expedition och Sam Shotter i Sam hos tidningskungen. 
Wodehouse skrev elva romaner och ett flertal noveller om den lätt förvirrade unge aristokraten Bertie Wooster och hans intelligente och världsvane betjänt Jeeves, som gärna citerar skalder som Shakespeare eller Tennyson. Berties respektingivande faster Agatha Gregson baserade Wodehouse på sin egen moster Mary Deane. I historierna är det vanligtvis någon av Berties kamrater som hamnar i trångmål – han är olyckligt kär eller har ont om pengar – och en kreativ lösning måste fram. Betjänten Jeeves får hitta lösningen, medan berättaren Bertie ofta själv råkar hamna i klämma på vägen. Detta klassiska par i brittisk litteratur gjorde sitt första framträdande i novellen "Extricating Young Gussie" publicerad i novellsamlingen The Man With Two Left Feet från 1917, och sitt sista i romanen Fastrar är inga gentlemän från 1974.
En annan välbekant figur påträffas i böckerna om slottet Blandings. Den monokelprydde, levnadsglade Galahad Threepwood, yngre bror till den sympatiske och vimsige slottsherren Lord Emsworth, förekommer bland annat i romanerna Blixt och dunder, Åska i luften, Fullmåne och Svinhugg går igen. Galahad är en gentleman; belevad, snillrik och väldigt påhittig; en munter och uppfinningsrik person som med liv och lust kastar sig in i diverse intriger för att hitta okonventionella lösningar till olika problem som uppstår i hans omgivning. Blandingssviten rymmer tio romaner och nio noveller. Dessutom finns Sunset at Blandings, som var det sista Wodehouse arbetade på. Några år efter hans död gavs romanen ut med kommentarer och fotnoter av Richard Usborne.
Många av Wodehouses böcker utspelar sig på vackra lantegendomar, andra i flotta våningar och exklusiva klubbar i London och New York. Ibland tilldrar sig handlingen i den fiktiva Londonförstaden Valley Fields, som Wodehouse baserade på Dulwich där han tillbringade sin skoltid.

## Utgivet på svenska
| - 1920 – Piccadilly-Jim/ Piccadilly Jim (1917)[i] - 1921 – En flicka i trångmål/ A Damsel in Distress (1919)[k] - 1921 – Rörliga pengar/ Uneasy Money (1916)[t] - 1922 – Psmith som journalist/ Psmith Journalist (1915)[m] - 1922 – Vännen Archies missöden/ Indiscretions of Archie[e] - 1923 – Dick Underhills fästmö/ Jill the Reckless (1921)[e] - 1925 – Den okända som han älskade/ A Gentleman of Leisure (1910)[t] - 1931 – Den oförliknelige Jeeves / The Inimitable Jeeves (1923)[g] - 1931 – Lord Emsworths misstag/ Something Fresh (1915)[o] - 1933 – Billie och hennes friare/ The Girl on the Boat (1922)[g] - 1934 – Hett om öronen/ Hot Water (1932)[f] - 1934 – Psmith ordnar saken/ Leave it to Psmith (1923)[b] - 1935 – Blixt och dunder/ Summer Lightning (1929)[b] - 1935 – Pengar till skänks/ Money for Nothing (1928)[f] - 1935 – Sam hos tidningskungen/ Sam the Sudden (1925)[f] - 1936 – Fina papper/ Big Money (1931)[f] - 1936 – Kärlek i hönsgården/ Love Among the Chickens (1906)[t] - 1936 – Tack, Jeeves!/ Thank You, Jeeves! (1934)[b] - 1936 – Åska i luften/ Heavy Weather (1933)[b] - 1937 – Bill Erövraren/ Bill the Conqueror (1924)[b] - 1937 – En blyg ung man/ The Small Bachelor (1927)[h] - 1937 – I knipa/ The Pothunters (1902)[d] - 1937 – Jeeves klarar skivan/ Carry On, Jeeves (1925)[b] - 1937 – Lagets kapten/ A Prefect's Uncle (1903)[d] - 1938 – Rörliga pengar/ Uneasy Money (1917)[d] - 1938 – Sommarpippi/ Summer Moonshine (1938)[h] - 1939 – Som det anstår en Wooster/ The Code of the Woosters (1938)[a] - 1939 – Den vita fjädern / The White Feather (1907)[p] - 1940 – Farbror Fred på vårhumör/ Uncle Fred in the Springtime (1939)[a] - 1941 – Luft i luckan/ Mike (1909)[c] - 1941 – Nära ögat/ The Luck of the Bodkins (1935)[a] - 1942 – Ferm expedition/ Quick Service (1940)[a] - 1942 – Odågorna/ The Head of Kay's (1905)[c] - 1942 – Pengar på banken/ Money in the Bank (1942)[a] - 1943 – All right, Jeeves!/ Right Ho, Jeeves (1934)[a] - 1944 – Guldklimpen/ The Little Nugget (1913)[a] - 1945 – Får jag föreställa mr Mulliner?/ Meet Mr Mulliner (1927)[a] - 1946 – Mr Mulliner har ordet/ Mr Mulliner Speaking (1929)[a] - 1947 – Bravo, Jeeves!/ Joy in the Morning (1946)[a] - 1948 – Fullmåne/ Full Moon (1947)[a] - 1949 – Vårkänslor/ Spring Fever (1948)[a] - 1950 – Alla tiders Wodehouse (flera böcker)[a] | - 1950 – Farbror Dynamit/ Uncle Dynamite (1948)[a] - 1951 – Kaka söker maka/ The Mating Season (1949)[a] - 1952 – Kvällar med mr Mulliner/ Mulliner Nights (1933)[a] - 1953 – Svinhugg går igen/ Pigs Have Wings (1952)[a] - 1954 – Ring på Jeeves!/ Ring for Jeeves (1953)[a] - 1955 – Jeeves och feodalandan/ Jeeves and the Feudal Spirit (1954)[a] - 1956 – Fransysk visit/ French Leave (1956)[a] - 1957 – Den oumbärlige Jeeves (flera böcker)[a] - 1957 – Rävspel/ Something Fishy (1957)[a] - 1958 – Skrattgas/ Laughing Gas (1936)[a] - 1958 – Cocktaildags/ Cocktail Time (1958)[a] - 1960 – Den oefterhärmlige Jeeves/ The Inimitable Jeeves (1923)[a] - 1960 – Sängfösare/ A Few Quick Ones (1959)[a] - 1961 – När Jeeves är borta/ Jeeves in the Offing (1960)[a] - 1962 – Sköna juveler/ Ice in the Bedroom (1961)[a] - 1963 – Alltid till er tjänst/ Service with a Smile (1934)[a, u] - 1964 – Upp med hakan, Jeeves/ Stiff Upper Lip, Jeeves (1963)[a] - 1965 – Infrusna tillgångar/ Frozen Assets (1964)[a] - 1965 – Piccadilly-Jim/ Piccadilly Jim (1918)[r] - 1966 – Galahad på Blandings/ Galahad at Blandings (1965)[a] - 1967 – Ett upp för Cuthbert/ The Clicking of Cuthbert (1922)[a] - 1968 – Sammelsurium/ Company for Henry (1967)[a] - 1969 – Brukar betjänter begå bankrån?/ Do Butlers Burgle Banks? (1968)[a] - 1970 – En pelikan på Blandings/ A Pelican at Blandings (1969)[a] - 1971 – Flickan i blått/ The Girl in Blue (1970)[a] - 1972 – Underbart, Jeeves!/ Much Obliged, Jeeves (1971)[a] - 1973 – Smycken, tycken och Monty Bodkin/ Pearls , Girls and Monty Bodkin (1972)[a] - 1974 – Inbitna ungkarlar/ Bachelors Anonymous (1973)[a] - 1975 – Fastrar är inga gentlemän/Aunts Aren't Gentlemen (1974)[a] - 1976 – Oss golfare emellan/ The Heart of a Goof (1926)[a] - 1977 – Lita på Bill/ The Old Reliable (1950)[a] - 1978 – Det våras på Blandings/ Something Fresh (1915)[a] - 1979 – Flicka i fara/ A Damsel in Distress (1919)[a] - 1981 – Wodehouse om Wodehouse/ Over Seventy (1956) och lite ur Performing Flea (1953)[a] - 1987 – Golfhistorier/ The Clicking of Cuthbert (1922)[a] - 1991 – Mera golf!/ Delar av The Golf Omnibus (1973)[a] - 1996 – De bästa golfhistorierna/ Delar av The Golf Omnibus (1973)[a] - 2010 – Drönarhistorier/ Young Men in Spats (1936)[t] - 2011 – Bland lorder och drönare (noveller från svenska tidskrifter 1926–1971)[t] - 2013 – Döden på Excelsior (tidskriftsnoveller)[s] - 2015 – I sällskap med Wodehouse (flera böcker och tidskrifter)[t] |

| Översättare: | Översättare:    | Översättare: | ⇑Upp⇑               |       |
| [a]          | Birgitta Hammar | [b]          | Vilgot Hammarling   |       |
| [c]          | Gösta Högelin   | [d]          | Emil Langlet        |       |
| [e]          | Harald Johnsson | [f]          | Stig Facht          |       |
| [g]          | Kerstin Wimnell | [h]          | Martin Loya         |       |
| [i]          | Hanny Flygare   | [k]          | Ulla Rudebeck       |       |
| [m]          | Ernst Lundquist | [o]          | Elsa Jonason        |       |
| [p]          | Axel Essén      | [r]          | Helge Åkerhielm     |       |
| [s]          | Bengt Malmberg  | [t]          | okänd / flera olika |       |
| [u]          | Mons Mossner    | källa        | källa               | källa |

## Filmatiseringar i urval
- 1919 – Piccadilly Jim, första filmatiseringen av romanen från 1917. Den filmades även 1936 och 2005.
- 1923 – Amatörtjuven, baserad på A Gentleman of Leisure; en nyinspelning av stumfilmen från 1915.
- 1926 – Der goldene Schmetterling (The Golden Butterfly), en tidig film av Michael Curtiz. Bygger på en historia ur novellsamlingen The Man with Two Left Feet, men har omtolkats till ett tragiskt drama istället för en lättsam fars.
- 1937 – En flicka i knipa, amerikansk musikalfilm baserad på A Damsel in Distress.
- 1938 – Blixt och dunder, svensk film baserad på Summer Lightning.
- 1945 – Gomorron Bill!, svensk film baserad på Wodehouses pjäs Good Morning Bill (i kortromanform med titeln "Doctor Sally"), i sin tur baserad på en ungersk pjäs.
- 1956 – Dans ombord, filmatisering av musikalen Anything Goes som Wodehouse medskapade. Liksom filmen från 1936 skiljer den sig avsevärt från scenoriginalet.